# 101 dalmațieni 2: Aventura lui Patch la Londra
101 dalmațieni 2: Aventura lui Patch la Londra (engleză 101 Dalmatians II: Patch's London Adventure) este un film de animație muzical comedie aventura american direct-pe-video, continuarea filmului 101 dalmațieni. Film a fost produs de Disney Toon Studios, regizat de Jim Kammerud și lansat de Walt Disney Pictures pe 21 ianuarie 2003 în Statele Unite.

## Legături externe
- Site web oficial
- 101 dalmațieni 2: Aventura lui Patch la Londra la AllRovi
- 101 dalmațieni 2: Aventura lui Patch la Londra pe site-ul The Big Cartoon DataBase
- 101 dalmațieni 2: Aventura lui Patch la Londra la Internet Movie Database